# Wrathchild America
Wrathchild America war eine US-amerikanische Thrash-Metal-Band aus Baltimore, Maryland, die im Jahr 1978 unter dem Namen Atlantis gegründet wurde und sich 1993 in Souls at Zero umbenannte.

## Geschichte
Die Band wurde im Jahr 1978 von den Schulfreunden Shannon Larkin (Schlagzeug), Gitarrist und Bassist Kevin Keller und Gitarrist Terry Carter gegründet. Kurze Zeit später kam noch Sänger Tuck McDonald zur Band. Nachdem sie, anfangs als Atlantis und Tyrant bekannt und sich später in Wrathchild umbenannten, einige Lieder entwickelt hatten und in den Folgejahren die ersten Demos erschienen waren, wurde 1989 mit Climbin’ the Walls ihr Debütalbum bei Atlantic Records veröffentlicht. Da es eine britische Glam-Metal-Band mit dem Namen Wrathchild gab, die mit einer Klage die Debütveröffentlichung verzögerte, wurde „America“ zum festen Namensbestandteil. Das Debüt schaffte es auf Platz 190 in die Billboard 200.
1991 folgte das zweite Album 3-D, mit dem die Band am Ende des Thrash-Metal-Booms noch einige gute Kritiken erhalten konnte. Ende 1991 ging sie in Europa mit Gang Green auf Tournee. Kurz nach der Veröffentlichung trennten sich Atlantic Records von Wrathchild America. Zwei Jahre nach der Veröffentlichung ihres zweiten und letzten Albums, benannte sich die Gruppe in Souls at Zero um.

## Stil
Die Band spielte Thrash Metal mit starken Einflüssen aus dem Heavy- und Power Metal, so dass auch Vergleiche mit Metal Church herangezogen wurden.

## Diskografie
- Danger-Us (Demo, 1983, Eigenveröffentlichung)
- Days of Thunder (Demo, 1983, Eigenveröffentlichung)
- Demo (Demo, 1989, Eigenveröffentlichung)
- Climbin’ the Walls (Album, 1989, Atlantic Records)
- Surrounded by Idiots (EP, 1991, Atlantic Records)
- 3-D (Album, 1991, Atlantic Records)